# Everglades (Flórida)
Everglades (também conhecida como Everglades City) é uma cidade localizada no estado americano da Flórida, no condado de Collier. Foi incorporada em 1953.

## Geografia
De acordo com o United States Census Bureau, a cidade tem uma área de 3 km², onde 2,4 km² estão cobertos por terra e 0,7 km² por água.

### Localidades na vizinhança
O diagrama seguinte representa as localidades num raio de 40 km ao redor de Everglades.

## Demografia
Segundo o censo nacional de 2010, a sua população é de 400 habitantes e sua densidade populacional é de 167,9 hab/km². É a localidade menos populosa do condado de Collier, e a que, em 10 anos, teve a maior redução populacional do condado. Possui 476 residências, que resulta em uma densidade de 199,8 residências/km².